# サンタ・サングレ/聖なる血
『サンタ・サングレ/聖なる血』（原題：Santa Sangre）は、1989年制作のイタリア・メキシコ合作のサスペンス・スリラー映画。アレハンドロ・ホドロフスキー監督。
ホドロフスキー監督が“初めて商業映画を意識して制作した”という作品である。
主演のアクセル・ホドロフスキーとアダン・ホドロフスキーは監督の息子である。

## あらすじ
メキシコシティのサーカスの団長の息子フェニックスは繊細で感受性豊かな少年だった。父オルゴは浮気性でサディスト、母コンチャは狂信的宗教の信奉者だった。彼は新しくサーカスに入団した刺青の女が連れている聾唖の少女アルマにほのかに好意を寄せていた。
ある夜、オルゴと刺青の女との浮気現場を目撃したコンチャはオルゴの下腹部に硫酸をかけた。激高したオルゴはコンチャの両腕を切り落とし、自分も喉をかき切って自殺した。その一部始終を目撃していたフェニックスは精神に異常をきたし、入院する。
数年後、成長したフェニックスは腕のないコンチャに操られて、自分に近づく女を次々と殺害していくが、ある日、美しく成長したアルマが現れた事で、フェニックスの心境に変化が起きる。
コンチャはオルゴに腕を切られた時に既に死亡しており、以後のコンチャと殺人の強制はフェニックスの病んだ心が生み出した幻覚であった。アルマのおかげで現実を受け入れることができたフェニックスは、女性の連続殺人犯として警察に包囲されており、待ち構える警官隊に「自分の手を上げる」ことに喜びを感じながら投降していくのだった。

## キャスト
- フェニックス：アクセル・ホドロフスキー
- コンチャ：ブランカ・ゲラ
- オルゴ：ガイ・ストックウェル
- フェニックス（少年時代）：アダン・ホドロフスキー
- アルマ：サブリナ・デニソン